# Cidades (Campina Grande)
Cidades é um bairro brasileiro localizado na zona sul da cidade de Campina Grande, na Paraíba. O bairro possui este nome porque a maior parte das suas ruas tem nome de cidades.
O conjunto residencial Major Veneziano, cujo acesso principal é feito a partir da Rua Três Irmãs, e o loteamento Pedro Gondim (acesso via Rua Petrópolis) também integram o espaço territorial do bairro.
Desde 2015 o bairro possui uma unidade de polícia solidária.